# .so
.so là tên miền quốc gia cấp cao nhất (ccTLD) của Somalia.
Somalia hiện không có chính quyền trung ương nào được thừa nhận; việc quản lý tên miền này do đó đã được ủy quyền chính thức cho Nhóm Sáng kiến Monolith, một công ty ở Pittsburgh, Pennsylvania hiện không còn tồn tại.
Hiện nay (đến ngày 19 tháng 9 năm 2007), danh sách khu vực.so liệt kê ba máy chủ tên không hoạt động. ns1.granitecanyon.com không có dự liệu cho tên miền.so, ns2.granitecanyon không phản ứng lại bất kỳ yêu cầu DNS nào, và mercury.ml.org, trả về "yêu cầu từ chối" khi yêu cầu.so.

## Sự phá sản của Monolith (ml.org)
Sáng kiến Monolith, như máy chủ tên miền, phổ biến vào giữa thập niên 1990.
Việc đăng ký tên miền cấp 2 vào thời điểm đó tương đối mắc. Monolith cho phép một số nhỏ trang lấy một địa chỉ Internet có dạng example.ml.org với hầu như miễn phí thay vì trả toàn bộ tiền ($50US trong năm đầu tiên) đối với tên miền như example.com, example.org hay example.net
Bản ghi tên miền cho.so ban đầu được tạo vào ngày 28 tháng 8 năm 1997, tại hoặc gần đỉnh của sự phổ biến của dịch vụ ml.org. Vào thời điểm đó, lợi nhuận tiềm tàng có vẻ rõ ràng. Bằng việc nhận trách nhiệm đối với tên miền cấp quốc gia, Monolith có thể cung cấp tên miền *.so ở cấp 2 với ít hoặc miễn phí, với điều kiện thay thế nào đó cho Giải pháp mạng vào thời kỳ đó.
Tuy nhiên, những kế hoạch đó không bao giờ diễn ra.
Dịch vụ ml.org đã ngừng hoạt động vào cuối năm 1998, mặc dù tên miền cấp 2 nằm dưới vẫn được đăng ký cho datta.net (Aveek Datta là chủ tịch Nhóm Sáng kiến Monolith vào thời điểm tên miền hoạt động).

## Điều gì đã xảy ra cho.so?
Trong khi tên miền cấp 3 miễn phí hoàn toàn được cấp bởi nhiều cơ quan khác nhau (như *.dyndns.org), *.so hoàn toàn bị ngừng.
Do không có ai phụ trách rõ ràng ở Somalia, nhiệm vụ phục hồi và tái ủy quyền tên miền *.so trở thành vấn đề chính trị phức tạp hơn hẳn. Thông thường, ICANN sẽ tìm ý kiến của các đảng liên quan, bao gồm chính phủ của khu vực mà tên miền được ủy quyền hoạt động, trước khi ủy nhiệm. Điều này không còn là tùy chọn.
Một trang web có đúng một trang tại địa chỉ nic.so nói rằng vài năm sau khi ml.org tan rã "đất nước Somalia vẫn không ổn định và do đó chúng tôi quyết định trì hoãn việc đăng ký cho đến khi một chính quyền được quốc tế thừa nhận lên nắm quyền". Trong khi thông điệp này vẫn (dưới nhiều dạng) tồn tại cho đến năm 2005, tên miền hiện không còn truy cập được nữa.